# Gens Afrania
Die gens Afrania war ein plebejisches römisches Geschlecht, dessen Mitglieder das Gentilnomen Afranius führten. Mitglieder der Familie sollen angeblich bereits im 2. Jahrhundert v. Chr. im römischen Senat vertreten gewesen sein.

## Wichtige Vertreter
- Gnaeus Afranius Dexter, römischer Suffektkonsul 105
- Lucius Afranius (Dichter) (* ca. 150 v. Chr.), römischer Komödiendichter
- Lucius Afranius (Konsul) (ca. 112 v. Chr.–46 v. Chr.), römischer Politiker und Heerführer
- Marcus Afranius Hannibalianus, römischer Offizier (Kaiserzeit)
- Publius Afranius Flavianus, römischer Suffektkonsul 117
- Sextus Afranius Burrus († 62 n. Chr.), römischer Offizier und Prätorianerpräfekt
- Titus Afranius, Führer der italienischen Verbündeten im Bundesgenossenkrieg